# Axiom Mission 1
Axiom Mission 1 även känd som Ax-1 var uppdragsbeteckningen för den första privata bemannade rymdfärden med en Dragon 2-rymdfarkost från SpaceX till den Internationella rymdstationen (ISS). Flygningen beställdes av företaget Axiom Space. Farkosten sköts upp med en Falcon 9-raket från Kennedy Space Center LC-39A den 8 april 2022. Farkosten dockade med rymdstationen den 9 april 2022.
Flygningen transporterar Michael López-Alegría, Larry Connor, Mark Pathy och Eytan Stibbe till ISS, för en åtta dagar lång vistelse ombord på rymdstationen.
På grund av dåligt väder på landningsplatsen fick man förlänga sin vistelse ombord på rymdstationen.
Farkosten lämnade rymdstationen den 25 april 2022, några timmar senare återinträdde den i jordens atmosfär och landade i Atlanten utanför Floridas kust

## Besättning
| Befälhavare    | Michael López-Alegría Hans femte rymdfärd |
| Pilot          | Larry Connor Hans första rymdfärd         |
| Flygingenjör 1 | Mark Pathy Hans första rymdfärd           |
| Flygingenjör 2 | Eytan Stibbe Hans första rymdfärd         |